# ジョージ・ルーカス
ジョージ・ウォルトン・ルーカス・ジュニア（英語: George Walton Lucas, Jr.、1944年5月14日 - ）は、アメリカの映画製作者。カリフォルニア州モデスト出身。『スター・ウォーズ』や『インディ・ジョーンズ』などの世界的に大ヒットしたシリーズの製作者で知られている。スティーヴン・スピルバーグ、ジェームズ・キャメロンと並んで、最も商業的に成功した映画作家の一人でもある。アメリカ合衆国で発行されているフォーブス誌が発表した『アメリカで最も裕福なセレブリティ』にてトップに選ばれた著名人でもある。

## 来歴

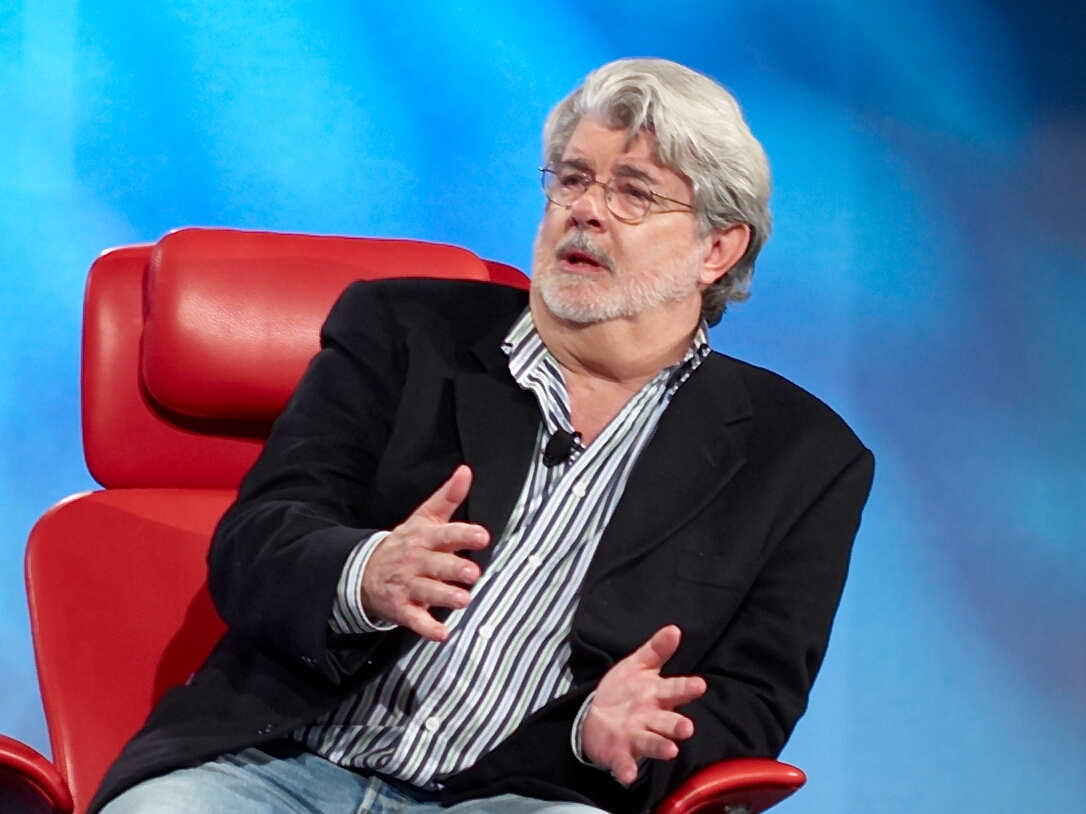
ジョージ・ルーカス

カリフォルニア州モデストに生まれる。少年時代は、テレビで放映されたかつての映画の「連続活劇」やコミックブックに熱中して過ごす。高校時代は、カー・レースに熱中した（この時代の経験が、後に『アメリカン・グラフィティ』に描かれた）。1962年、高校卒業の直前に自動車事故に遭うが、奇跡的に死を逃れ、自分の人生を考え直す。
1960年代の間、フィルムに関する専門学科を早くから設けたロサンゼルスの南カリフォルニア大学（USC）で映画の勉強をした。そこで彼はたくさんの短編を制作し、特にその中の一つ、『電子的迷宮/THX 1138 4EB』は数々の賞を受ける。この時代の仲間に、ジョン・ミリアスやダン・オバノン、ハワード・カザンジアン、ハル・バーウッド、マシュー・ロビンズなどがいた。
卒業後、ワーナーのスタジオでの研修中、『フィニアンの虹』を撮影中のフランシス・フォード・コッポラと出会って意気投合し、ハリウッドのシステムに強制されることのない映画制作者のための環境を作ることを目指して、コッポラが設立したアメリカン・ゾエトロープ社の副社長に就任。そして、ゾエトロープの第一作『THX 1138』（『電子的迷宮/THX 1138 4EB』の長編映画化作品）で初監督を務めることになる。その後、ルーカスは自らの映画制作会社ルーカスフィルムを設立し、制作・監督した『アメリカン・グラフィティ』（『ゴッドファーザー』で一流監督の仲間入りをしていたコッポラを、プロデューサーとして迎え入れる）が大ヒットし、ルーカスは一躍有名になる。そして、映画会社の20世紀フォックスに企画を自ら持ち込んで『スター・ウォーズ』の制作を始めるが、コッポラが自分の企画に介入することを阻止するために、温めてきた『地獄の黙示録』をノンクレジットで渡してしまう。その代わり、『スター・ウォーズ』をコッポラの影響なしに制作することが出来た。
『スター・ウォーズ』製作時、監督としての収入は、当時の日本円にして約5,000万円であった。20世紀FOXが監督料の上乗せをしようとしたが、ルーカスはこれを受け取らない代わりにマーチャンダイジングの権利を20世紀FOXに要求し、結果、莫大な収入を得る。この収益は、『スター・ウォーズ』全6作（特別篇、ビデオ、DVD収入を含む）よりも遥かに上回る結果となった。
その『スター・ウォーズ』公開時、興行的失敗の知らせを聞きたくなかったために、電話のないオーストラリアのホテルに潜んでいた（「映画が成功した」と伝えたのは同じくオーストラリアにいたスピルバーグ）。
初めは、監督より編集者として活躍していただけに、早くからフィルムをカットしていく従来の方法ではなく、ビデオを利用した電子編集を導入したり、世界最初のノンリニア編集システム「editdroid」の開発をも支援した。
『スター・ウォーズ』第1作で既にドルビー・ステレオを導入していたルーカスは、映画館の音響設備が整備されていなかった高水準の音響設備や上映環境を整えるため、THXプログラムを1980年代に立ち上げた。これは音響機器の特性から残響・遮音といった上映施設の環境に至るまで厳しい基準を設定し、ルーカスフィルム傘下で高品質の音響製作を行うスカイウォーカー・サウンドの音が、そのまま映画館でも再生出来るよう意図したものである。さらに、映写システム調整用のテスト素材TAPの供給も開始。これによって、上映環境が画も音も改善され、ドルビーのサラウンドシステムの進歩も促した。THXでは上映フィルムの品質管理も行うようになり、レーザーディスクやDVD、Blu-ray Discなど、家庭用ソフトウェアでもTHX認定を受ける製品がある。映画上映の環境改善、ビデオや音響システムのデジタル化に伴った製作から家庭までの再生環境の向上に、ルーカスとTHXは絶大な影響を与えた。
『スター・ウォーズ』新3部作では、まず扮装したスタッフに構想した場面を演じさせ、視覚効果と合成した時の仕上がりや各場面の尺、編集のタイミングを見通した上で俳優を起用した撮影に入る、という「撮影前に編集する」プロセスを採用。さらに、その時の映像を撮影前に俳優に観せる事により、後でCGをはめ込むため、撮影中は周りの風景が見えないブルースクリーンの中でも、より演技しやすい環境を作った。
『スター・ウォーズ』第1作のために、ルーカスフィルム傘下に立ち上げたSFXスタジオ、インダストリアル・ライト&マジック（ILM）に、1980年代初頭にCG部門を開設してピクサーの母体を作り、逸早くHD24Pを導入し配給の経費削減にも貢献するデジタルシネマ構想など、映画製作のデジタル化推進の急先鋒であるにもかかわらず、当の本人は至ってアナログ派で『スター・ウォーズ』新3部作の脚本も、バインダー式ノートに鉛筆で書かれている。
映画賞にはそれほど縁のないルーカスではあるが、1991年には長年の功績を称えられ、アカデミー賞のアービング・G・タルバーグ賞を受賞した。2007年の第79回アカデミー賞授賞式で（過去に監督賞を受賞した）スピルバーグ、コッポラと並んでセルフ・パロディとも言うべき掛け合いを披露した。
製作総指揮を手掛けた作品は多いが、監督作とは対照的にそのほとんどは評価が低く、『ハワード・ザ・ダック/暗黒魔王の陰謀』はその最たる物である。また、監督としての作品も6作品と多くはない（うち4作が『スター・ウォーズ』）。理由の一つに、1977年の『スター・ウォーズ』製作時のストレスが甚大で、内気な性格の上に糖尿病を患っていたルーカスには肉体的負担が強かった事が挙げられる。ルーカスが思い描く「世界観」が誰にも理解出来ず、監督業から編集作業まで総てを手がけなければならないという激務もあって、実際、撮影中に二度入院している。そのため、同作のエピソード5・エピソード6では製作総指揮に回り、次の監督作であるエピソード1まで22年間の空白が出来る事になった。
2012年、1988年から企画を進めていた第二次世界大戦時に空軍に参加した黒人パイロットの物語『レッド・テイルズ』が公開された。ルーカスは同作を最後に「映画製作からも、会社からも身を引くつもりでいる」と引退を示唆した。ただし映画製作に全く関わらないというわけではなく、ルーカスフィルムから離れ、ハリウッドの大作ではなく『THX-1138』のような低予算で実験性の高い作品を作っていくつもりだと話している。
2012年10月30日、ウォルト・ディズニー・カンパニー（ウォルト・ディズニー・スタジオ）がルーカスフィルムを40億5000万ドル相当で買収したが、ルーカスフィルムはルーカスが完全に所有していたため、売却益のほぼすべてを手にすることになる。その利益の大半を慈善事業に寄付する意志を表明している。また、資産の半分をいずれ寄付することを宣言するギビング・プレッジに参加している。
これ以降に新規製作された『スター・ウォーズ』作品では、ルーカスはキャラクター原作者としてのクレジットのみで、製作に直接関与していない。ただし、製作メンバーへの助言や撮影現場への訪問など間接的な関わりは継続しているほか、2020年公開のアニメ『スター・ウォーズ/クローン・ウォーズ』シーズン7では、ディズニー買収後の新規作品で唯一、製作総指揮として携わっている。
1994年の映画『ビバリーヒルズ・コップ3』、2005年の映画『スター・ウォーズ エピソード3/シスの復讐』ではカメオ出演している。
2015年、ディズニー・レジェンドを受賞。

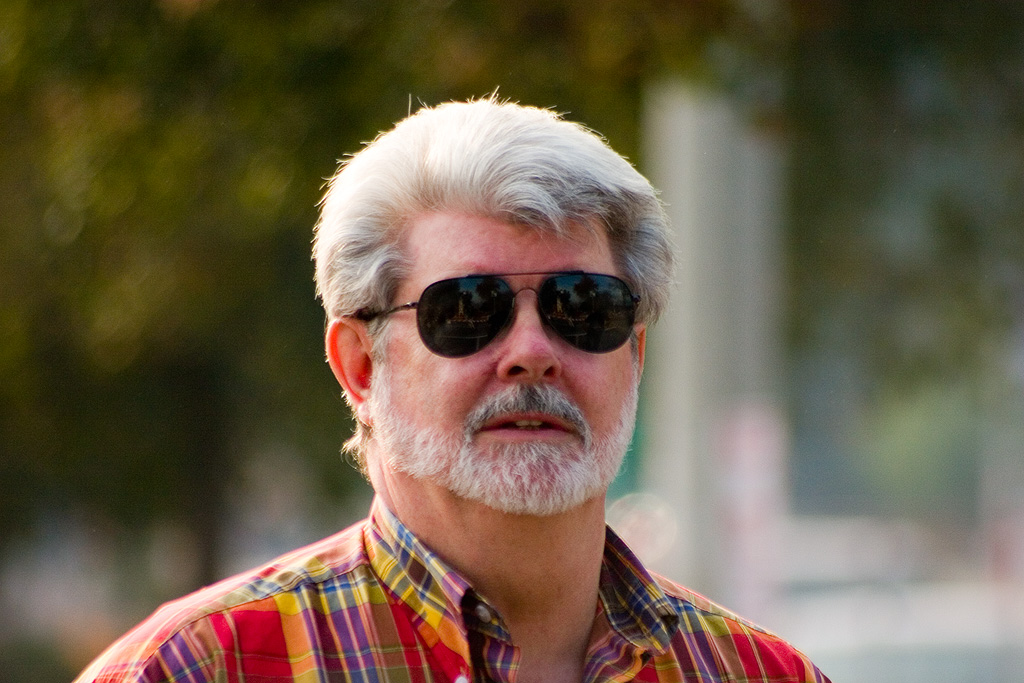
2018年

2020年5月4日、カリフォルニア州ロサンゼルスのエクスポジション・パークに自身の博物館となる「ルーカス・ミュージアム・オブ・ナラティブ・アート」をオープンした。
2024年5月、第77回カンヌ国際映画祭において名誉パルム・ドールが授与された。

## 人物
映画の制作で得た利益のほとんどをルーカスフィルムに費やして、自身の生活は質素である。マリンカウンティのハンバーガー店でハンバーガーを食べている姿を良く見かけられている。なお、ルーカスフィルムがあるスカイウォーカーランチでは、ブドウを栽培しており、このブドウは収穫されコッポラの経営するニバウム・コッポラ・ワイナリーでワインとして販売され、高値で取引されている。
子供の頃からSFマニア。また、かつての映画での「連続活劇」のファンでもあり、インタビューにおいて『インディ・ジョーンズ』や『スター・ウォーズ』の演出には連続活劇の手法を用いていると語っている。
尊敬する映画監督は、特撮映画の巨匠レイ・ハリーハウゼンと黒澤明で、レイ・ハリーハウゼンについては「僕達のほとんどが子供の頃から彼（ハリーハウゼン）の影響を受けてきた。その存在なくして『スター・ウォーズ』は生まれなかった。」と影響の大きさを語っている。黒澤に対しては、『影武者』にて国際版の製作総指揮という立場で黒澤を支援し、1990年の第62回アカデミー賞授賞式では、スピルバーグと共に黒澤にアカデミー名誉賞のオスカー像を贈った。黒澤の影響からルーカスの作品には随所に日本文化の影響が表れている。
神話にも造詣深く、特に大きな影響を受けたと公言しているのがジョーゼフ・キャンベルの『千の顔を持つ英雄』（The Hero with a Thousand Faces）であり、「彼の本に出会っていなければ、私は未だにスター・ウォーズ・シリーズの脚本執筆に追われていただろう」と1984年のインタビューで語っている。その他にエドガー・ライス・バローズ、E・E・スミス、フランク・ハーバートなどのSF作品、グリム童話、C・S・ルイス、J・R・R・トールキン、カルロス・カスタネダから影響を受けたという。
スティーヴン・スピルバーグとは、映画界における昔からの戦友である。スピルバーグは『未知との遭遇』公開直後から同時期に公開された『スター・ウォーズ』の大ファンであった。『インディ・ジョーンズ』シリーズを一緒に製作しているほか、『スター・ウォーズ エピソード3』では、スピルバーグがアシスタント・ディレクターに就いた。ポーランドで『シンドラーのリスト』を撮影していたスピルバーグに代わって『ジュラシック・パーク』のCGの仕上げや編集などのポストプロダクションを統括したのもルーカスで、『E.T.』のハロウィーンのシーンでヨーダが登場、『スター・ウォーズ エピソード1』ではエキストラとしてE.T.が登場し、『未知との遭遇』にはR2-D2が登場していたりもする。
1981年に全米監督協会、全米脚本家組合、映画芸術科学アカデミーから脱退している。引き金となったのは『帝国の逆襲』の完成後、ルーカスはオープニング・クレジットの省略に関して各協会の許可を取っていなかったこと、自身の名前だけクレジットさせたこと（だが、それはルーカスフィルム・リミテッドという社名であった）から罰金を支払わされたことにある。
日本では、1987年頃から1990年にかけてテレビで放映された、パナソニックから当時発売されていた「パナカラーイクス」 や「HI-Fiマックロード」などのCMに登場していたことでも知られる。この時の繋がりが、東京ディズニーランド並びに東京ディズニーシー内のアトラクション、「スターツアーズ」や「インディー・ジョーンズ・アドベンチャー 〜クリスタルスカルの魔宮〜」など、アトラクションスポンサーとしての結び付きに繋がってもいる。
長年補佐役を務めるリック・マッカラムはルーカスについて「編集などフィルムを相手にする時は楽しげだが、人間が相手の場合はそれほどではない」と人付き合いを苦手とする一面を語っている。マシ・オカ曰く、性格はかなり人見知りすると言う。「演技指導はスタッフに耳打ちして役者に伝えさせている」とも言っているが、しっかりと自身の言葉で演技指導している。ルーカスの会社であるILMにマシは勤めているが、その社則には「ルーカス氏にサインを求めたらクビ」、「ルーカス氏と5秒以上目を合わせたら石になれ」などの変な規則があると言うが、前述のようにかなり誇張されている。スタッフ会議や演技指導の際には、皆がルーカスに目を合わせている。ただし、キャリー・フィッシャーやユアン・マクレガーによると、「演技指導の際に具体的な説明があまり無かった」と言い、「イメージははっきりしているが上手く説明出来ない」と、「ルーカス自身がマクレガーに話していた」と語っている。
自身のSF大作に無名の役者をキャスティングすることが多かったと言われる。

## 家族
- 『アメリカン・グラフィティ』『アリスの恋』『タクシードライバー』『スター・ウォーズ』旧三部作などの編集者マーシア・ルーカス（旧姓：グリフィン）は元妻。
- 養子が3人（年長者から順にアマンダ、ケイティ、ジェット）。アマンダ・ルーカスは女性総合格闘家（DEEP女子・無差別級初代チャンピオン）・ブラジリアン柔術家である。
- 2013年6月22日、実業家のメロディ・ホブソン（英語版）TED speaker（ドリームワークス・アニメーション元会長[14]、アリエル・インベストメンツ（英語版）社長兼共同CEO、スターバックス副会長）と7年越しの交際を経て結婚[15]。同年8月9日、代理出産にて女児Everest Hobson Lucas誕生[16]。

## 制作作品
| 年度        | 映画                                                                                                  | 監督 | 脚本 | 製作総指揮 | その他 | 備考 |
| ----------- | --- | ---- | ---- | ---------- | ------ | ---- |
| 1971        | THX 1138 THX1138                                                                                      | Yes  | Yes  |            |        |      |
| 1973        | アメリカン・グラフィティ American Graffiti                                                            | Yes  | Yes  |            |        |      |
| 1977        | スター・ウォーズ Star Wars                                                                            | Yes  | Yes  | Yes        |        |      |
| 1980        | スター・ウォーズ/帝国の逆襲 Star Wars Episode V: The Empire Strikes Back                              |      |      | Yes        | Yes    | 原案 |
| 1981        | レイダース/失われたアーク《聖櫃》 Raiders of the Lost Ark                                             |      |      | Yes        |        |      |
| 1983        | スター・ウォーズ/ジェダイの帰還 Star Wars Episode VI: Return of the Jedi                              |      | Yes  | Yes        |        |      |
| 1984        | インディ・ジョーンズ/魔宮の伝説 Indiana Jones and the Temple of Doom                                  |      |      | Yes        |        |      |
| 1985        | ミシマ:ア・ライフ・イン・フォー・チャプターズ Mishima: A Life In Four Chapters                        |      |      | Yes        |        |      |
| 1986        | ハワード・ザ・ダック/暗黒魔王の陰謀 Howard the Duck                                                   |      |      | Yes        |        |      |
| 1986        | ラビリンス/魔王の迷宮 Labyrinth                                                                       |      |      | Yes        |        |      |
| 1988        | ウィロー Willow                                                                                       |      |      | Yes        |        |      |
| 1988        | タッカー Tucker: The Man and His Dream                                                                |      |      | Yes        |        |      |
| 1989        | インディ・ジョーンズ/最後の聖戦 Indiana Jones and the Last Crusade                                    |      |      | Yes        |        |      |
| 1994        | 笑撃生放送! ラジオ殺人事件 Radioland Murders                                                          |      |      | Yes        | Yes    | 原案 |
| 1999        | スター・ウォーズ エピソード1/ファントム・メナス Star Wars Episode I: The Phantom Menace               | Yes  | Yes  | Yes        |        |      |
| 2002        | スター・ウォーズ エピソード2/クローンの攻撃 Star Wars Episode II: Attack of the Clones                | Yes  | Yes  | Yes        |        |      |
| 2005        | スター・ウォーズ エピソード3/シスの復讐 Star Wars Episode III: Revenge of the Sith                    | Yes  | Yes  | Yes        |        |      |
| 2008        | インディ・ジョーンズ/クリスタル・スカルの王国 Indiana Jones and the Kingdom of the Crystal Skull      |      |      | Yes        |        |      |
| 2008        | スター・ウォーズ/クローン・ウォーズ Star Wars: The Clone Wars                                         |      |      | Yes        |        | 原作 |
| 2008 - 2014 | スター・ウォーズ/クローン・ウォーズ シーズン1 - シーズン6 Star Wars: The Clone Wars Season1 - Season6 |      |      | Yes        |        | 原案 |
| 2012        | レッド・テイルズ Red Tails                                                                            |      |      | Yes        |        |      |
| 2020        | スター・ウォーズ/クローン・ウォーズ ファイナルシーズン Star Wars: The Clone Wars Final Season         |      |      |            |        | 原案 |